# 熊本県保育所一覧
熊本県保育所一覧（くまもとけんほいくしょいちらん）は、熊本県の保育所の一覧。

## 公立保育所

### 熊本市

#### 中央区
- 熊本市立本荘保育園
- 熊本市立横手保育園
- 熊本市立白山保育園
- 熊本市立大江保育園
- 熊本市立黒髪乳児保育園
- 熊本市立城東保育園

#### 東区
- 熊本市立健軍保育園
- 熊本市立京塚保育園

#### 西区
- 熊本市立京町台保育園
- 熊本市立池上保育園
- 熊本市立春日保育園
- 熊本市立中島保育園
- 熊本市立小島保育園

#### 南区
- 熊本市立幸田保育園

#### 北区
- 熊本市立清水保育園
- 熊本市立麻生田保育園
- 熊本市立梶尾保育園
- 熊本市立西里保育園
- 熊本市立五丁保育園
- 熊本市立山本保育園
- 熊本市立豊田保育園
- 熊本市立田底保育園
- 熊本市立菱形保育園

## 私立保育所

### 熊本市

#### 中央区
- 寺原保育園
- 水前寺保育園
- きよめ保育園
- 第二画図保育園
- 出水南保育園
- 藤崎台保育園
- シオン保育園
- ひかり幼児園
- 帯山のぎく保育園
- かっぱ保育園
- マリア保育園
- 黒髪幼愛園
- 熊本夜間保育園
- 愛光幼児園
- ひまわり保育園
- 天使の園保育園
- 友愛会保育園
- つぼみ保育園
- くほんじ保育園
- 千草保育園
- みのり保育園
- 双葉保育園
- 第二桜ヶ丘保育園

#### 東区
- 光輪保育園
- 聖母幼愛園
- さくらんぼ北緯園
- ぎんなん保育園
- やまびこ保育園
- 画図保育園
- 大光保育園
- なぎさ保育園
- せきれい保育園
- ふわわ保育園
- さくらぎ保育園
- 熊本日の出保育園
- 供合保育園
- 木の葉保育園
- おぜき保育園
- こまどり保育園
- やまばと保育園
- 二岡保育園
- 小山保育園
- ひむき保育園
- 広福保育園
- つばめ保育園
- 帯山保育園
- 月出保育園
- やまなみ保育園
- 木の実保育園
- わらべ保育園

#### 南区
- 雁回まこと保育園
- 浄法たから保育園
- 第一幼育園

### 菊池市
- 福本保育園